# Montana (Bulharsko)
Montana (bulharsky Монтана) je oblastní město na severozápadě Bulharska. Žije tu přibližně 39 tisíc obyvatel. Je také správním střediskem stejnojmenné obštiny.
Montana leží v podhůří Staré Planiny na řece Ogosta. Je významnou silniční křižovatkou, prochází tudy silnice E79 z Vidinu do Sofie.

## Historie
Zdejší oblast se v roce 29 př. n. l. stala součástí Římské říše jako provincie Moesia. Kolem roku 160 zde byl založen vojenský tábor, patrně na místě bývalého thráckého sídliště. Paralelně s táborem, jehož cílem byla obrana proti případnému útoku ze severu, vznikla osada, která se nazývala podle tábora zprvu Castra ad Montanesium a později po obdržení městských práv Municipio Montanensium, neboli horská osada, nejspíše kvůli blízkému pohoří. Městečko se vyvíjelo podle římského modelu a stalo se druhou nejvýznamnější osadou v Horní Moesii (latinsky Moesia superior). Během onoho období byla postavena pevnost na kopci, veřejné budovy, chrámy, lázně a divadla. Montana se stala typickou římskou osadou, kde spolu žili místní romanizovaní obyvatelé, italičtí a maloasijští osadníci. Základem ekonomiky byli velcí majitelé půdy, kdežto místní obyvatelstvo sloužilo jako pracovní síla v zemědělství nebo při rýžování zlata na břehu Ogosty. Kromě toho zde žili řecky mluvící řemeslníci a lichváři východního původu. Patrony města byli v duchu helénismu Diana a Apollón.
Mezi roky 440 a 490 zdevastovaly severozápadní Bulharsko nájezdy Hunů. Nicméně město bylo nejspíš obnoveno, protože se zde dochovaly pozůstatky dvou pozdně antických kostelů pocházejících z 6. století (na východním cípu pevnosti a v jejím podhradí). V letech 500 až 560 sem přicházeli Slované a Avaři a zasadili další ničivou ránu řecko-římské kultuře. Během první a druhé Bulharské říše bylo sídlo obnoveno a pod názvem Kutlovica se stalo centrem eparchie. Po začlenění do Osmanské říše byla obec vylidněna a k jejímu obnovení došlo okolo roku 1450, kdy byla osídlena Turky. Město zažilo nový rozkvět, v té době je zapisováno jako Kutlu Viçe nebo Kutlofça. Byly postaveny dvě mešity, turecké lázně, fontány a nové veřejné budovy. Jeho postavení jako výspy osmanské moci a opory proti rakouskému vlivu bylo utuženo poté, co bylo roku 1688 za pomoci místních obyvatel poraženo Čiprovské povstání.
Město se stalo součástí Bulharského knížectví v roce 1878. Těsně před osvobozením zde žilo v oddělených čtvrtích zhruba 50 Bulharů, 100 Cikánů a 600 Turků, kteří však byli po něm v rámci migrace obyvatel vyhnáni. Do města přišli noví obyvatelé z blízkých dědin Belimel a Mitrovci a další vlna přišla z Berkovice; po balkánské válce se po roce 1912 přištěhovali také ze vzdálenějších oblastí od Caribrodu, Godče, Sofie, Trojanu a Makedonie. Spolu s přílivem obyvatel se ve městě rychle rozvinula infrastruktura; zřídila se elektrická síť, postavilo se vlakové nádraží, pošta, nemocnice, tržnice a knihovna. Po tehdejším carovi Ferdinandu I. bylo v roce 1890 město přejmenováno na Ferdinand. Město se stalo jedním ze středisek zářijového povstání v roce 1923, kdy povstalci město dobyli a krátce zde zavedli dělnicko-rolnickou diktaturu. Po převratu 9. září 1944 nastala masivní migrace do města z okolních dědin. Bylo přejmenováno na Michajlovgrad po komunistickém revolucionáři. Město zažilo hospodářský růst a rozvinulo se v průmyslové centrum. Během tohoto období byla postavena továrna na baterie, dva strojírenské závody, továrna na nářadí, přádelna, továrna na dlažbu a armatury. Současný název nese město od roku 1993, a to podle svého antického jména.

## Galerie

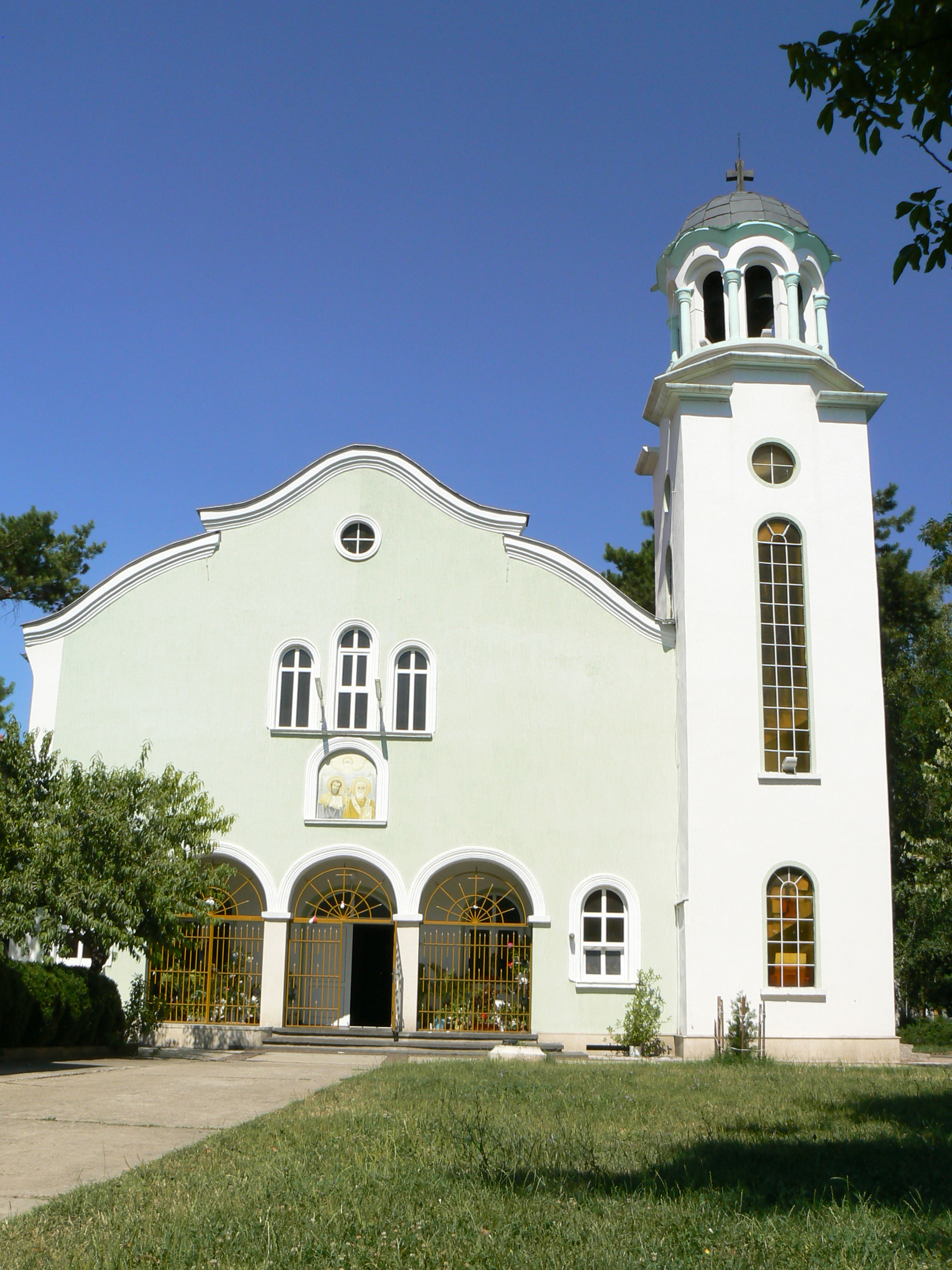
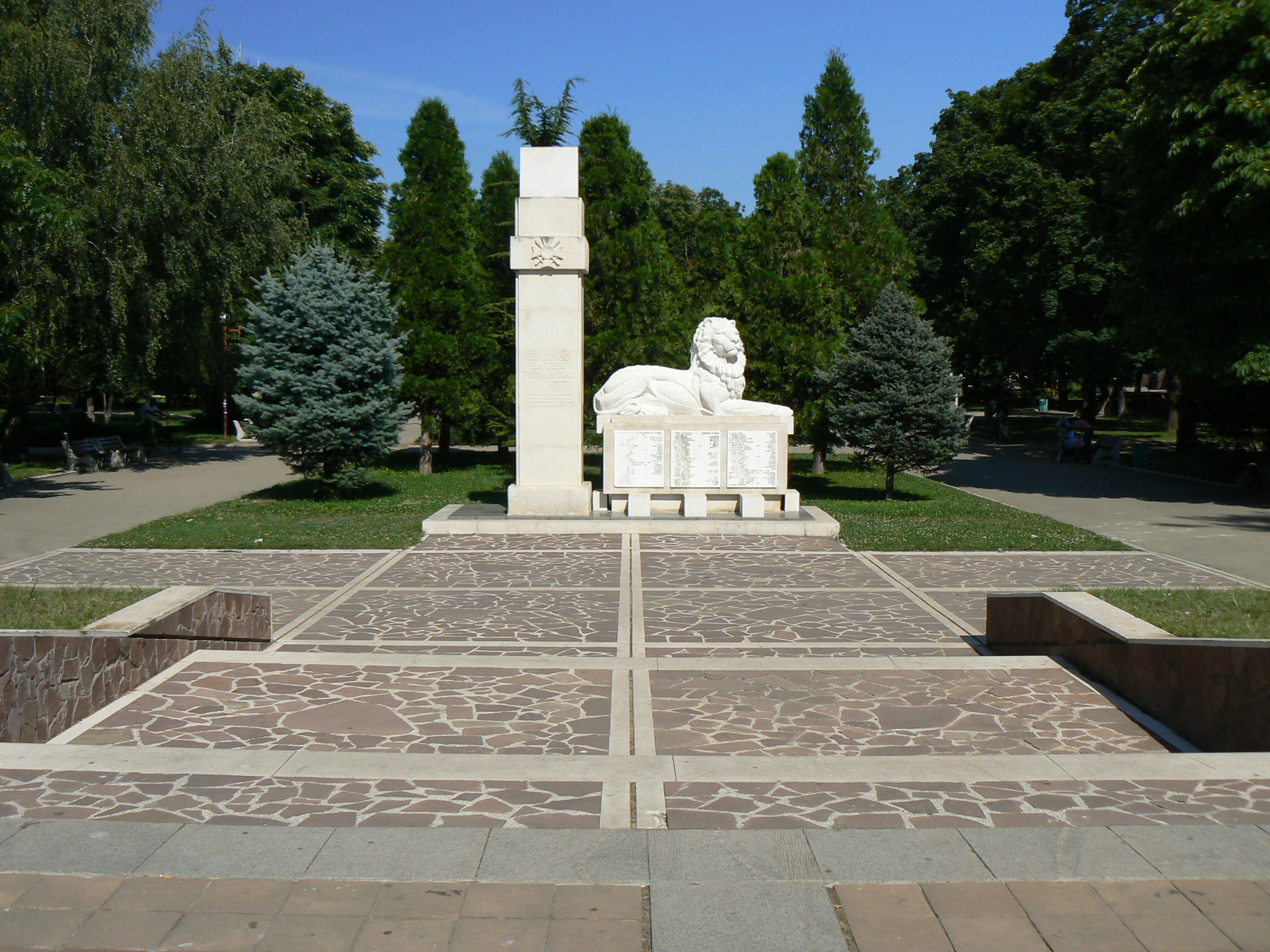
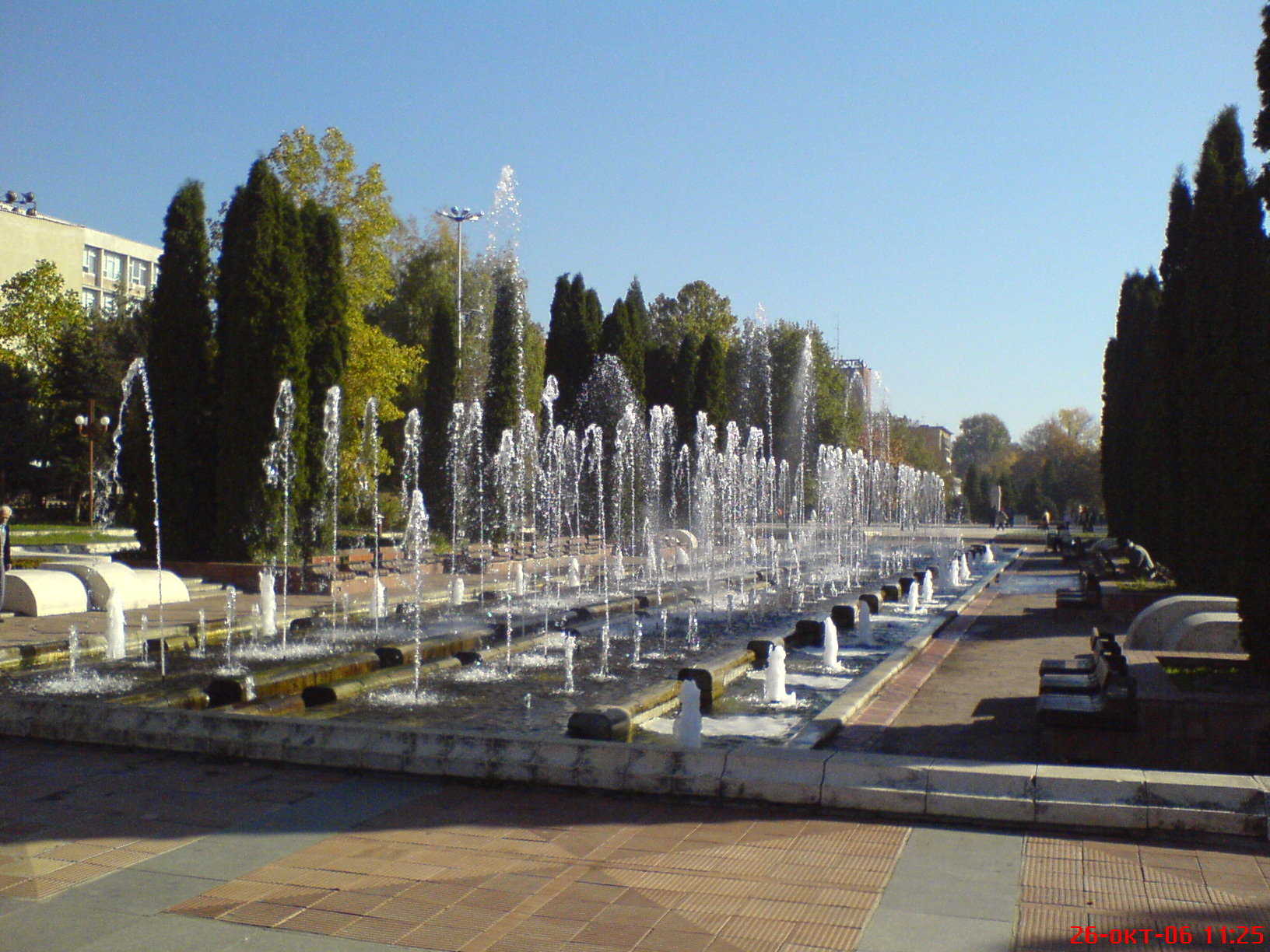
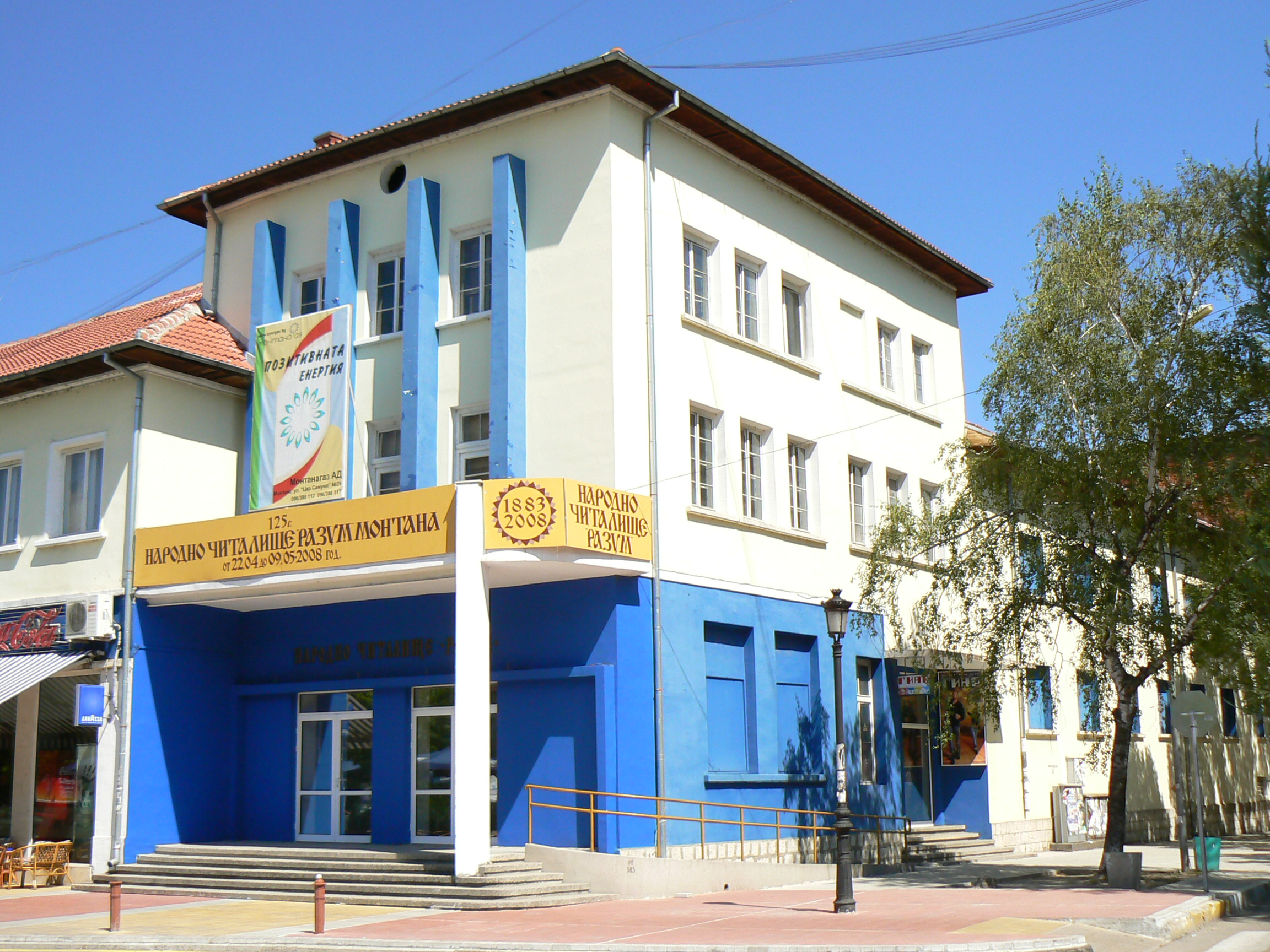

## Obyvatelstvo
Ve městě žije 41 183 obyvatel a je zde trvale hlášeno 49 461 obyvatel. Podle sčítání 1. února 2011 bylo národnostní složení následující:
- Bulhaři: 38 278 (91.8 %)
- Romové: 3 055 (7.3 %)
- Turci: 29 (0.1 %)
- ostatní: 337 (0.8 %)

## Partnerská města
- Kassel, Německo
- Hradec Králové, Česko
- Dzeržinskij, Rusko[4]
- Białogard, Polsko